# Esperó (anatomia)
|  | Aquest article tracta sobre la part de l'anatomia d'alguns animals. Si cerqueu l'òrgan present en algunes flors, vegeu «esperó (botànica)». |

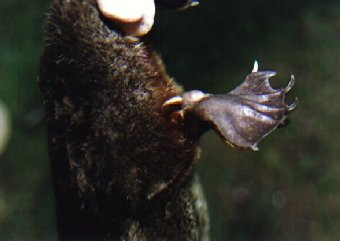
L'esperó (de color groguenc) que es troba en el braç de l'ornitorrinc es fa servir per administrar verí.

Un esperó és un apèndix ossi fruit d'un creixement localitzat cobert d'una beina de banya que es troba en diversos indrets anatòmics d'alguns animals. A diferència de les urpes o les ungles, que creixen des de la punta dels dits dels peus, els esperons es formen des d'altres parts del peu, generalment en relació amb les articulacions on els dits dels peus es troben amb el peu o el peu es troba amb els ossos llargs de l'extremitat. Els esperons es troben més freqüentment a la part posterior, tot i que algunes aus tenen esperons a la vora anterior (sobrevent) de les ales.

## Etimologia
La paraula prové del fràncic (sporo) i en català està citada des del segle xiv.

## Morfologia
Un esperó s'assembla molt a una veritable banya; és un nucli ossi unit a l'esquelet i té una capa exterior còrnia. Com les banyes, l'esperó creix des de la base cap a fora, de manera que la punta és més antiga que la base. Alguns esperons es formen com a resultat d'un os existent, encara que la majoria es formen secundàriament com a os dèrmic unit a l'esquelet mitjançant una articulació semirígida. Els esperons als peus posteriors no semblen mudar, però els esperons alars dels ocells muden un cop a l'any juntament amb les plomes de l'ala.
A diferència de les urpes, les esperons són normalment rectes o només lleugerament corbs, cosa que els fa adients per colpejar o apunyalar. En ocells i mamífers, la seva funció sembla la lluita, la defensa i el marcatge del territori, més que no pas la depredació. En els rèptils, els esperons solen trobar-se en els mascles i s'utilitzen com a pinces o per estimular la femella durant la còpula.

## En rèptils

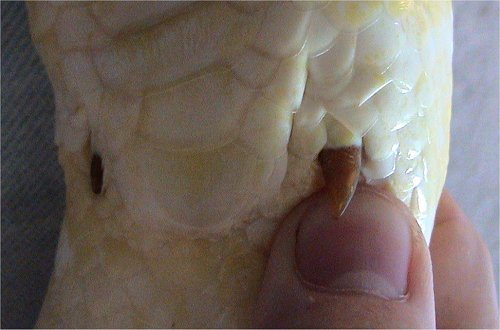
Esperó anal en un mascle de pitó de Birmània albí.

El terme esperó s'utilitza de vegades per descriure l'esperó pelvià, extremitats vestigials que es troben en serps primitives, com ara boes i pitons i en el llangardaix sense potes. Els esperons serveixen principalment com a aguants durant l'aparellament. Com que es formen a l'extrem terminal de l'extremitat, poden ser pròpiament urpes més que veritables esperons.
Els Boïns (una subfamilia dels Bòids) posseeixen esperons pelvians o anals a sengles costats de la seva cloaca. Aquests esperons tenen un alt grau de mobilitat i es poden moure mitjançant una musculatura adequada des de la seva posició normal estirada al llarg i contra el cos, cap a un pla perpendicular per semblar-se a les cames en miniatura. Els esperons pelvians se solen mantenir en posició "erecta" i les utilitza el mascle (almenys) per estimular la femella. Durant l'emparellament, el mascle té una tendència a clavar els esperons pelvians al cos de la femella. Mentre es refrega per la femella, el mascle grata la pell de la serp femella amb els esperons, fent sonar un rascat especial. En altres ocasions, els esperons del mascle es mouran ràpidament cap a dins i cap a fora, amunt i avall, repetidament per estimular la serp femenina. Això dona suport a la teoria que els esperons pelvians tenen un paper sexual. Si més no en una espècie, la Boa de Madagascar (Sanzinia madagascariensis), els esperons són també emprats per combatre; llavors són aixecats perpendicularment al cos i flexionats vigorosament contra les escates de l'oponent. S'ha afirmat que els esperons pelvians són parts retingudes de la cintura òssia i són petites potes posteriors vestigials. No obstant això, també s'ha afirmat que les esperons són escates modificades i no sembla que estiguin vinculades a cap estructura òssia.
Els esperons d'aparellament masculí també es troben a la majoria d'espècies del gènere de camaleons Chamaeleo. Es pot trobar un esperó tarsal a la part posterior dels peus posteriors en camaleons de caperutxa masculins. Aquest és present al néixer i creix amb l'edat. S'ha afirmat que s'utilitzen en la cria.
A la sargantana sense cames, els mascles es poden distingir externament de les femelles pels esperons a sota de cada extremitat inferior vestigial (una petita membrana). Aquestes membranes han estat descrites com "...extremitats inferiors extraordinàriament minvades".
Algunes tortugues del gènere Testudo també comporten esperons, encara que es formen al fèmur més que al peu. A diferència d'altres esperons, no serveixen per a cap funció evident. En la tortuga grega, tant en mascles com en femelles, hi ha esperons. En una tortuga relacionada, la tortuga mediterrània, ni el mascle ni la femella tenen esperons de cuixa, però tots dos tenen un esperó a la punta de la cua que és més gran en el mascle.

## En ocells
La majoria dels ocells tenen quatre dits en cada peu. El primer apunta cap enrere a la majoria d'espècies mentre que els segon, tercer i quart dígits apunten cap endavant. El cinquè dit es perd completament tret d'alguns ocells on s'ha convertit en un esperó. Diversos ocells tenen esperons als peus o a les cames, generalment formats a partir de la porció inferior de l'os del tarsometatars. Els més coneguts són els esperons de pollastre, tot i que la majoria dels ocells galliformes els presenten. Els esperons es troben majoritàriament en mascles i s'utilitzen en la competició d'aparellament (arma en les lluites de zel) o en la defensa del territori. En el cas de les lluites de galls l'esperó és metàl·lic i potencialment mortal pels animals.
Alguns ocells tenen esperons a les ales enlloc de les cames. Es troben principalment en ambdós sexes i probablement serveixen per altres funcions, possiblement de defensa.
En l'ànec d'esperó, l'esperó és present en ambdós sexes, a les ales i sense funció agressiva.
En els amfibis aquesta característica pot donar nom a l'espècie com en el gripau d'esperons. En els aràcnids i merostomats l'esperó és una protuberància, situada a les extremitats anteriors dels mascles. En els mamífers monotremes, com l'ornitorrinc, és una excrescència còrnia a la cara interna de les potes posteriors dels mascles. Alguns mamífers remugants i èquids el tenen com una protuberància còrnia que és el vestigi d'un dit no desenvolupat. En les races de gossos la presència d'esperons, en les potes del darrere, es considera un defecte, ja que els animals poden quedar enganxats en les bardisses.